# افزوده (دستور زبان)
در دستور زبان، افزوده‌ها آن ترکیب‌هایی از یک جمله‌اند که اطلاعات اضافی از زمان، چگونگی و نحوه عملکرد کنشی را به‌دست می‌دهند. برخلاف متمم‌ها که مکرراً اجباری هستند، افزوده‌ها در جمله اختیاری هستند.
برای نمونه در جملهٔ:
متأسفانه، در کمال ناباوری به تهران رفت.
ترکیب «در کمال ناباوری» افزوده‌است.
افزوده یکی از عناصر ساختمانی بند به‌شمار می‌آید که می‌تواند به صورت عبارت حرف اضافه‌ای، گروه اسمی، قید و هم‌چنین بندهای ساده ظاهر شود. بسیاری از دستورنویسان یا زبان‌شناسان، افزوده را ادات نامیده‌اند، لیکن مواردی چون ادوات استفهام، ادوات نفی و غیره وجود دارد که همه آن‌ها افزوده نیستند و از این‌رو بهتر است برای مفهوم بالا واژه افزوده به‌کار گرفته شود.

## گروه‌ها
افزوده‌ها خود به سه گروه افزوده‌های حاشیه‌ای، افزوده‌های وجهی و افزوده‌های متنی تقسیم می‌شوند. افزوده‌های حاشیه‌ای، اطلاعاتی در خصوص منظور، علت، زمان، مکان، شرایط، روش و مقدار محمول‌ها ارائه می‌دهند. افزوده‌های وجهی نظر نویسنده یا گوینده را در خصوص میزان قطعیت و امکان وقوع گزاره بیان می‌کنند و تمامی انواع آن‌ها اعم از وجه‌نماهای برداشتی، توانمندی و شواهدی، با هر تظاهر زبانی اعم از فعل، قید، گروه حرف‌اضافه‌ای و مانند آن، برچسب وجه‌نما دریافت می‌کنند. افزوده‌های متنی نیز پیونددهنده‌هایی هستند که بین جمله‌ها ارتباط برقرار می‌کنند.
از میان افزوده‌های حاشیه‌ای، سه افزودهٔ همراهی، وصف و مرجع‌دار با سایر افزوده‌های این گروه تفاوت دارند. این سه افزوده برخلاف سایر اعضای این گروه که به‌لحاظ معنایی در ارتباط مستقیم با فعل جمله هستند، در ارتباط مستقیم با موضوع‌ها تعریف می‌شوند؛ به این ترتیب که افزودهٔ همراهی، شخصی حقیقی یا حقوقی است که کنشگر جمله را در انجام کنش همراهی می‌کند، افزودهٔ وصف افزوده‌ای است که با موضوع‌ها در یک رابطهٔ اسنادی قرار دارد و به‌تنهایی می‌تواند در قالب یک وضعیت گزاره‌ای به‌کاررود و نهایتاً، افزودهٔ مرجع‌دار به‌عنوان نظیر وجودی موضوع‌ها تعریف می‌شود.
برای مثال، در جملهٔ «علی با دوستش به سینما رفت»، گروه حرف‌اضافه‌ای «با دوستش» که در انجام کنش رفتن به سینما، علی را همراهی کرده‌است، برچسب «همراهی» دریافت می‌کند یا در جملهٔ «علی خوشحال وارد کلاس شد»، «علی» و «خوشحال» در یک رابطهٔ اسنادی با یکدیگر قرار دارند و «خوشحال» خود دارای معنای گزاره‌ای است؛ بنابراین، کلمهٔ «خوشحال» برچسب «وصف» را دریافت می‌کند. در جمله‌ای نظیر «آن‌ها خودشان کارهایشان را انجام می‌دهند» نیز کلمهٔ «خودشان» که نظیر وجودی «آن‌ها» محسوب می‌شود، برچسب «مرجع‌دار» را به خود اختصاص می‌دهد.
هدف، نقشی همانند بهره‌ور دارد، اما ازآنجاکه در ظرفیت فعل حضور ندارد، در ردیف افزوده‌ها قرار می‌گیرد. برای مثال، در جملهٔ «او به خاطر من برای این امتحان خیلی تلاش می‌کند.»، «من» به‌عنوان هدف برچسب‌گذاری می‌شود.
قیدهای فراوانی همانند هرگز، گاهی، اغلب و مانند آن، برچسب تکرار دریافت کردند و صورت‌هایی چون نه … نه…، به‌عنوان نفی برچسب‌گذاری شدند.